# Criacao Shinjuku
Criacao Shinjukuは、日本の東京都新宿区をホームタウンとする日本フットボールリーグ（JFL）所属に加盟するサッカークラブ。Jリーグ加盟を目指すクラブの一つである。（クリアソン シンジュク、Jリーグへの届出上の呼称は「クリアソン新宿」）。

## 概要
代表の丸山和大が立教大学4年の時に、大学のサッカーサークルから引退して引き続きサッカーを続ける場所としてフットボールクラブCriacaoとして創設したのが始まり。当時はオープン大会への参加が主だったが、伊藤忠商事に就職した丸山が東京に戻ってきた2009年からクラブチームとしての活動を本格化し、東京都社会人サッカーリーグに参加。2013年に丸山が起業して運営会社となる「株式会社Criacao」（クリアソン）を創業。2018年にCriacao Shinjukuへ改称、2019年からは関東サッカーリーグ2部に昇格している。
クラブ名の「Criacao（クリアソン）」とはポルトガル語で「創造」を意味しており、「サッカーを通じて、世の中に感動を創造し続ける存在でありたい」というクラブ理念に由来している。クラブ運営会社の株式会社Criacaoは体育会学生のキャリア支援をはじめとした人材育成を主たる事業とし、それらの事業の一部門としてサッカークラブを位置づけており、クラブ所属選手も「株式会社Criacao社員」と「社員外選手」に大別される。
セカンドチームにCriacao Shinjuku Procriar（都リーグ2部所属、「Procriar」は「育成」を意味するポルトガル語）、アカデミーチームにCriacao Shinjukuジュニアユース、フットサルチームにCriacao Shinjuku Futsal（東京都フットサルリーグ3部B所属）を持つ。
2020年11月24日、新宿区との間で「スポーツ振興」「学校と地域との連携」「多文化共生」「健康寿命延伸・健康づくり」「観光・産業振興や地域商店街の活性化」と多岐にわたる項目について包括連携協定が結ばれた。
2020年11月30日にJリーグ百年構想クラブの申請書類を提出。ホームスタジアムを持っていないものの、2021年2月25日に百年構想クラブに認定された。2024年よりJ3ライセンスを保有することとなった。
ブラインドサッカーとの関わりが深く、法人設立時の事務所も日本ブラインドサッカー協会の事務所を間借りしていたほか、2021年現在も地域のための貢献活動の一つとしてブラインドサッカーによる研修プログラムを実施している。

## 歴史
- 2005年 Criacaoとして創設[3]
- 2009年 東京都社会人サッカーリーグ4部に参入[3]。
- 2013年
  - 東京都2部リーグ1ブロックで優勝し、1部リーグへ昇格。
  - セカンドチームとしてCriacao Procriarを設立[3]。
- 2014年 初参戦となった東京都リーグ1部で優勝。関東社会人サッカー大会へ出場するも、準決勝でFC TIUに1-2で敗れ、関東サッカーリーグ2部昇格を逃す[11]。
- 2015年 フットサルチームとしてCriacao Futsalを設立[12]。
- 2017年 東京都社会人サッカーリーグ1部カップ戦で優勝[13]。
- 2018年 クラブ名及びトップチーム名をCriacao Shinjukuへ、セカンドチーム名をCriacao Shinjuku Procriarへ改称[14]。
  - 東京都2位で出場した関東社会人サッカー大会で優勝し、初の関東リーグ2部昇格を決めた[15]。
  - ジュニアユースとしてCriacao Shinjukuジュニアユースを設立。
- 2019年 関東リーグ2部で優勝し、1部へ昇格。
- 2021年 関東リーグ1部優勝、地域CL優勝、同年JFL最下位のFC刈谷との入れ替え戦に4-0で勝利し、翌年度JFLへの昇格を決める。同年2月、Jリーグ百年構想クラブ認定[16]
- 2022年 6月、J3リーグライセンスを申請[17]。9月27日、Jリーグより「施設基準未充足により、ライセンス不交付」とする判定結果を受ける。代表・丸山和大は、「施設基準については、以前より弊クラブの課題として認識している中で、関係各団体と都心のサッカークラブの施設の在り方を議論させていただきました。今回の申請で未充足という結果にはなりましたが、引き続き協議を継続し、Jリーグ入会を模索してまいります」と談話を発表した[18]。
- 2023年
  - 9月26日、申請を行っていた2024年度のJ3ライセンスの審査結果について「施設基準に課題があるものの、東京23区というホームタウンの特性に鑑み」交付されることが決定した[19]。
  - 10月24日、同日開催されたJリーグ理事会において、最終順位の要件を満たすことを条件にJリーグ（J3）への入会を認めることが承認される[20]。
  - 11月4日、同日行われたJFL第27節FCマルヤス岡崎戦に0-1で敗れリーグ戦5連敗。同日勝利した2位ソニー仙台FCとの勝点差が残り3試合で12となり、シーズン3位以下が確定すると同時に、2024年J3リーグ昇格の可能性が消滅[21]。

## JFLにおける主催試合会場
凡例
国立-国立競技場（新宿区）
味フィ西-国立西が丘サッカー場（味の素フィールド西が丘）（北区）
AGFフィ-東京スタジアム西競技場（AGFフィールド）(調布市）
| 年度 | 総試合数 | 国立 | 味フィ西 | AGFフィ | その他  |
| 2022 | 15       | 1    | 4        | 9       | 駒沢陸1 |
| 2023 | 14       | 1    | 9        | 4       | なし    |
| 2024 | 15       | 1    | 9        | 3       | 駒沢陸2 |

なお、J3ライセンスを取得するにあたっては、23区内でJ3以上の開催基準を充足したスタジアムのうち、国立、味フィ西をメインスタジアムとして、特に国立は複数回使用することを約束して登記を行ったとしている。その他に駒沢、夢の島を含め、23区内ではこの4か所で8割程度を主管することで特認されたとしている。
丸山は「（2023年度の不交付については）J3昇格時に4か所のうちでどれだけ使えるかという比率が一定以上なかったが、今年はそれのめどがついたため」と説明している。

## 戦績

### Criacao Shinjuku
| 年度 | 所属               | 順位 | 勝点 | 試合 | 勝 | 分 | 負 | 得点 | 失点 | 得失差 | 天皇杯     | 他大会                                   |
| 2010 | 東京都3部1ブロック | 2位  | 27   | 10   | 9  | 0  | 1  | 31   | 1    | 30     | 都予選敗退 |                                          |
| 2011 | 東京都3部2ブロック | 優勝 | 30   | 10   | 10 | 0  | 0  | 51   | 4    | 47     | 都予選敗退 |                                          |
| 2012 | 東京都2部1ブロック | 2位  | 31   | 12   | 10 | 1  | 1  | 32   | 5    | 27     | 都予選敗退 |                                          |
| 2013 | 東京都2部1ブロック | 優勝 | 36   | 13   | 12 | 0  | 1  | 59   | 7    | 52     | 都予選敗退 |                                          |
| 2014 | 東京都1部          | 優勝 | 31   | 14   | 9  | 4  | 1  | 30   | 12   | 18     | 都予選敗退 | 関社3位                                  |
| 2015 | 東京都1部          | 3位  | 31   | 14   | 9  | 4  | 1  | 34   | 12   | 22     | 都予選敗退 | 関社一回戦敗退                           |
| 2016 | 東京都1部          | 2位  | 30   | 13   | 9  | 3  | 1  | 29   | 14   | 15     | 都予選敗退 | 関社ベスト4                              |
| 2017 | 東京都1部          | 7位  | 19   | 13   | 6  | 1  | 6  | 24   | 22   | 2      | 都予選敗退 |                                          |
| 2018 | 東京都1部          | 2位  | 35   | 15   | 11 | 2  | 2  | 35   | 8    | 27     | 都予選敗退 | 関社優勝                                 |
| 2019 | 関東2部            | 優勝 | 43   | 18   | 14 | 1  | 3  | 42   | 20   | 22     | 都予選敗退 | KSLカップベスト8                         |
| 2020 | 関東1部            | 5位  | 15   | 9    | 5  | 0  | 4  | 11   | 7    | 4      | 都予選敗退 | KSLカップ優勝                            |
| 2021 | 関東1部            | 優勝 | 50   | 22   | 16 | 2  | 4  | 50   | 23   | 27     | 都予選敗退 | 地域CL優勝 JFL・地域リーグ入れ替え戦勝利 |
| 2022 | JFL                | 15位 | 24   | 30   | 6  | 6  | 18 | 30   | 52   | -22    | 都予選敗退 |                                          |
| 2023 | JFL                | 11位 | 34   | 28   | 10 | 4  | 14 | 25   | 33   | -8     | 1回戦敗退  |                                          |
| 2024 | JFL                | 14位 | 26   | 30   | 5  | 11 | 14 | 19   | 44   | -25    | 都予選敗退 |                                          |
| 2025 | JFL                | 位   |      | 30   |    |    |    |      |      |        | 都予選敗退 |                                          |

注釈
1. ↑  新型コロナウイルスの感染拡大に伴い、前期1節～前期9節の全試合を中止し、後期日程のみでの開催となった。

### Criacao Shinjuku Procriar
| 年度 | 所属               | 順位        | 勝点 | 試合 | 勝 | 分 | 負 | 得点 | 失点 | 得失差 |
| 2014 | 東京都3部1ブロック | 優勝        | 30   | 11   | 10 | 0  | 1  | 52   | 10   | 42     |
| 2015 | 東京都2部1ブロック | 3位         | 31   | 13   | 10 | 1  | 2  | 42   | 15   | 27     |
| 2016 | 東京都2部1ブロック | 4位         | 25   | 13   | 8  | 1  | 4  | 32   | 17   | 15     |
| 2017 | 東京都2部1ブロック | 3位         | 28   | 13   | 9  | 1  | 3  | 26   | 11   | 15     |
| 2018 | 東京都2部3ブロック | 3位         | 29   | 13   | 9  | 2  | 2  | 42   | 9    | 33     |
| 2019 | 東京都2部2ブロック | 3位         | 27   | 13   | 9  | 0  | 4  | 35   | 14   | 21     |
| 2020 | 東京都2部3ブロック | 2位（B組）  | 15   | 6    | 5  | 0  | 1  | 19   | 10   | 9      |
| 2020 | 東京都2部3ブロック | 3位（総合） | -    | -    | -  | -  | -  | -    | -    | -      |
| 2021 | 東京都2部3ブロック | 7位         | 23   | 14   | 7  | 2  | 5  | 28   | 16   | 12     |
| 2022 | 東京都2部3ブロック | 5位         | 26   | 14   | 8  | 2  | 4  | 38   | 19   | 19     |
| 2023 | 東京都2部1ブロック | 優勝        | 38   | 14   | 12 | 2  | 0  | 50   | 5    | 45     |
| 2024 | 東京都1部          | 6位         | 28   | 17   | 8  | 4  | 5  | 25   | 23   | 2      |

注釈
1. 1 2  新型コロナウイルスの感染拡大に伴い、ブロック所属の14チームを半分に分けリーグ戦を行い、その後、各ブロックの順位同士ノックアウト方式の順位決定戦を行う形で開催された。
2. ↑  三井住友海上サッカー部との3位決定戦に3 - 2で勝利し総合3位

## タイトル

### トップチーム

#### リーグ戦
- 関東サッカーリーグ
  - 1部：1回（2021年）
  - 2部：1回（2019年）
- 東京都社会人サッカーリーグ
  - 1部：1回（2014年）
  - 2部：1回（2013年）
  - 3部：1回（2011年）

#### カップ戦
- 関東社会人サッカー大会：1回（2018年）
- KSL市原カップ：1回（2020年）
- 東京都社会人サッカーチャンピオンシップ：1回（2021年）
- 全国地域サッカーチャンピオンズリーグ：1回（2021年）

### セカンドチーム

#### リーグ戦
- 東京都社会人サッカーリーグ
  - 3部：1回（2014年）

## ユニフォーム

### チームカラー
- 紫

### ユニフォームスポンサー
| 掲出箇所   | スポンサー名                         | 表記                   | 掲出年   | 備考                                 |
| 胸         | アセットリード                       | ASSETLEAD              | 2019年 - | 2018年は袖                           |
| 鎖骨       | 三越伊勢丹                           | ISETAN                 | 2025年 - | 左側に表記 2022年 - 2024年は背中上部 |
| 背中上部   | SOMPOホールディングス                | SOMPO                  | 2025年 - | 2024年5月 - 12月は背中下部           |
| 背中下部   | 日税グループ                         | 日税グループ           | 2025年 - |                                      |
| 袖         | ベイン・アンド・カンパニー・ジャパン | BAIN & COMPANY         | 2022年 - |                                      |
| パンツ前面 | 新和環境                             | 新和環境 SHINWA KANKYO | 2025年 - |                                      |
| パンツ背面 | 日本ハウズイング                     | NIHON HOUSING          | 2023年 - |                                      |

### ユニフォームサプライヤーの遍歴
- - 2013年：ダウポンチ
- 2014年 - 現在：クリアソン・ソヒーゾ

### 歴代ユニフォームスポンサー表記
| 年度 | 箇所                                | 箇所   | 箇所   | 箇所     | 箇所                      | 箇所           | 箇所                     | 箇所          | サプライヤー    |
| 年度 | 胸                                  | 鎖骨左 | 鎖骨右 | 背中上部 | 背中下部                  | 袖             | パンツ前面               | パンツ背面    | サプライヤー    |
| 2013 | -                                   | -      | -      | -        | -                         | -              | -                        | -             | DalPonte        |
| 2014 | まじめに、おいしいもの作り 金吾堂   | -      | -      | -        | -                         | -              | -                        | -             | CRIACAO SORRISO |
| 2015 | まじめに、おいしいもの作り 金吾堂   | -      | -      | -        | -                         | -              | -                        | -             | CRIACAO SORRISO |
| 2016 | まじめに、おいしいもの作り 金吾堂   | -      | -      | -        | -                         | -              | -                        | -             | CRIACAO SORRISO |
| 2017 | みんなをまるく、世界をまるく 金吾堂 | -      | -      | -        | -                         | -              | -                        | -             | CRIACAO SORRISO |
| 2018 | 金吾堂                              | -      | -      | -        | -                         | ASSETLEAD      | -                        | -             | CRIACAO SORRISO |
| 2019 | ASSETLEAD                           | -      | -      | 金吾堂   | -                         | -              | -                        | -             | CRIACAO SORRISO |
| 2020 | ASSETLEAD                           | -      | -      | 金吾堂   | -                         | -              | -                        | -             | CRIACAO SORRISO |
| 2021 | ASSETLEAD                           | -      | -      | -        | -                         | -              | TRiM NIHON TRIM CO.,LTD. | -             | CRIACAO SORRISO |
| 2022 | ASSETLEAD                           | -      | -      | ISETAN   | -                         | BAIN & COMPANY | TRiM NIHON TRIM CO.,LTD. | -             | CRIACAO SORRISO |
| 2023 | ASSETLEAD                           | -      | -      | ISETAN   | - / KABUKICHO TOWER TOKYU | BAIN & COMPANY | - / CPAラーニング        | NIHON HOUSING | CRIACAO SORRISO |
| 2024 | ASSETLEAD                           | -      | -      | ISETAN   | - / SOMPO                 | BAIN & COMPANY | CPAラーニング            | NIHON HOUSING | CRIACAO SORRISO |
| 2025 | ASSETLEAD                           | ISETAN | -      | SOMPO    | 日税グループ              | BAIN & COMPANY | 新和環境 SHINWA KANKYO   | NIHON HOUSING | CRIACAO SORRISO |